# Kanton Quimperlé
Der Kanton Quimperlé (bretonisch Kanton Kemperle) ist seit 1790 ein französischer Kanton im Arrondissement Quimper, im Département Finistère und in der Region Bretagne; sein Hauptort ist Quimperlé.  

## Geschichte
Der Kanton entstand am 15. Februar 1790. Von 1801 bis 2015 gehörten fünf Gemeinden zum Kanton Quimperlé. Mit der Neuordnung der Kantone in Frankreich stieg die Zahl der Gemeinden 2015 auf 11. Zu den bisherigen Gemeinden des alten Kantons Quimperlé kamen alle 4 Gemeinden des bisherigen Kantons Arzano und 2 der 3 Gemeinden des bisherigen Kantons Scaër hinzu.

## Lage
Der Kanton liegt im Südosten des Départements Finistère. 

## Gemeinden
Der Kanton besteht aus elf Gemeinden mit insgesamt 33.325 Einwohnern (Stand: 1. Januar 2022) auf einer Gesamtfläche von 289,13 km²:
| Gemeinde         | Bretonisch        | Einwohner (2022) | Fläche (km²) | Code postal | Code Insee |
| ---------------- | ----------------- | ---------------- | ------------ | ----------- | ---------- |
| Arzano           | An Arzahanaou     | 1.440            | 34,04        | 29300       | 29002      |
| Baye             | Bei               | 1.363            | 7,29         | 29300       | 29005      |
| Clohars-Carnoët  | Kloar-Karnoed     | 4.701            | 34,83        | 29360       | 29031      |
| Guilligomarc’h   | Gwelegouarc’h     | 804              | 22,75        | 29300       | 29071      |
| Locunolé         | Lokunole          | 1.166            | 16,78        | 29310       | 29136      |
| Mellac           | Mellag            | 3.371            | 26,38        | 29300       | 29147      |
| Querrien         | Kerien            | 1.654            | 54,01        | 29310       | 29230      |
| Quimperlé        | Kemperle          | 12.444           | 31,73        | 29300       | 29233      |
| Rédené           | Redene            | 2.999            | 24,49        | 29300       | 29234      |
| Saint-Thurien    | Sant-Turian       | 1.005            | 21,41        | 29380       | 29269      |
| Trémeven         | Tremeven-Kemperle | 2.378            | 15,42        | 29300       | 29297      |
| Kanton Quimperlé | Kemperle          | 33.325           | 289,13       | -           | 2925       |

### Kanton Quimperlé bis 2015
Der alte Kanton Quimperlé bestand aus fünf Gemeinden auf einer Fläche von 115,65 km². Diese waren: Baye, Clohars-Carnoët, Mellac, Quimperlé (Hauptort) und Tréméven.

## Bevölkerungsentwicklung
| 1962   | 1968   | 1975   | 1982   | 1990   | 1999   | 2006   | 2012   |
| ------ | ------ | ------ | ------ | ------ | ------ | ------ | ------ |
| 17.314 | 17.486 | 18.028 | 19.084 | 19.589 | 19.960 | 20.346 | 22.341 |